# Hounet
Hounet est une commune de la wilaya de Saïda en Algérie.